# Archidiecezja Lipa
Archidiecezja Lipa – diecezja rzymskokatolicka na Filipinach. Powstała w 1910 jako diecezja. Promowana  w 1972 do rangi archidiecezji i siedziby metropolii.

## Lista biskupów
- Giuseppe Petrelli † (1910–1915)
- Alfredo Verzosa y Florentin † (1916–1951)
- Alejandro Olalia † (1953–1973)
- Ricardo Vidal (1973–1981)
- Mariano Gaviola y Garcés † (1981–1992)
- Gaudencio Rosales (1992–2003)
- Ramon Argüelles (2004–2017)
- Gilbert Garcera (od 2017)